# Nordkoreas kärnvapenprogram

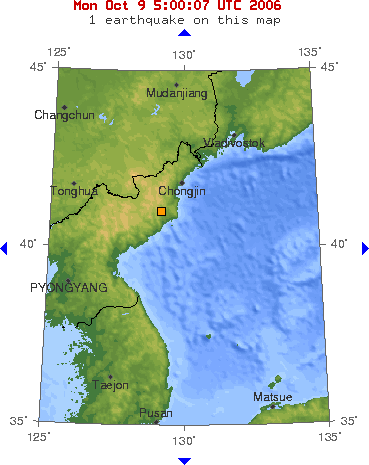
Grafik från U.S. Geological Survey som visar lokalisation för seismiska aktivitet vid tiden för kärnvapentestet 2006

Nordkoreas kärnvapensprogram innefattar ett antal anläggningar där utvinning och anrikning av kärnvapenplutoninum har ägt rum. Dessa anläggningar finns bland annat i Yongbyon och Pyongyang.
Nordkorea deltog från 2003 i förhandlingar med avsikten att få biståndsinsatser i utbyte mot redovisning av samtliga anläggningar och deras respektive funktion.
Den 9 oktober 2006 utförde Nordkorea sitt första kärnvapentest. Detta följdes fram till 2017 av ytterligare fem test.

## Propaganda
Nordkoreas regim påstår sig ha en stark kärnvapenarsenal, som inkluderar vätebomber. De påstår också att deras stridsspetsar är kapabla att nå amerikanskt territorium. Fysikern Michio Kaku anser att detta är propaganda och Nordkoreas arsenal i själva verket är mycket mindre. Han baserar detta på bl.a. kärnvapentester som Nordkorea utfört i Japanska havet, som ej orsakat radioaktiviteten framkallad av en vätebomb.

## Bakgrund med kronologi
1989
- Amerikanska spionbilder, tagna av satelliter, avslöjar en kärnvapenteknisk anläggning i Yongbyon i Nordkorea. USA anklagar Nordkorea för att bedriva ett aktivt kärnvapenprogram. Regeringen i Pyongyang avvisar anklagelserna.

1994
- Nordkorea och USA undertecknar en överenskommelse, "Agreed framework", som innebär att nordkoreanerna i utbyte mot att kärnvapenprogrammet avbryts tillåts bygga kärnkraftsreaktorer, samt att under konstruktionstiden erhålla oljeleveranser.

2002
- Oktober: USA hävdar att Nordkorea har medgett att man bedriver ett hemligt urananrikningsprogram, i strid med 1994 års överenskommelse länderna emellan. December: Nordkorea avvisar kravet om att öppna sina nukleära anläggningar för inspektion och begär av FN:s atomenergiorgan IAEA att plomberingar och övervakningsutrustning avlägsnas från anläggningen i Yongbyon.

2003
- 10 januari: Nordkorea meddelar att man inte längre ansluter sig till icke spridningsavtalet (ett avtal där länder förbinder sig att inte framställa kärnvapen).

- 27-29 augusti: I Peking inleds första rundan av sexnationerssamtalen om Nordkoreas nukleära program (de sex parterna är Nordkorea, Sydkorea, Kina, Japan, Ryssland och USA). Meningsskiljaktigheterna mellan USA och Nordkorea består dock.

2004

Kärnvapenmakter i världen

- Februari: Andra rundan av sexnationserssamtalen i Peking ändar utan någon påtaglig framgång.

- 23 juni : Samtalsrundans tredje omgång hålls i Peking - USA erbjuder Nordkorea hjälp med bränsle i utbyte mot att kärnprogrammet skrotas.

2005
- 19 januari: Condoleezza Rice, på väg att utses till USA:s utrikesminister, betecknar Nordkorea som en av "tyranniets sex utposter".

- 10 februari: Nordkorea deklarerar att man förfogar över kärnvapen och säger att man bojkottar sexnationerssamtalen tills Washington frångår sin "fientliga linje".

- 11 maj: Nordkorea säger att man har fullföljt upparbetning av använt kärnbränsle från Yongbyonreaktorn, att betrakta som en del av programmet för att "utöka den nukleära arsenalen".

- 7 augusti: Fjärde rundan av sexnationerssamtalen strandar.

- 19 september: Efter det att sexnationerssamtalen återupptagits förklarar sig Nordkorea redo att skrota sitt nukleära program och åter ansluta sig till icke spridningsavtalet, medan övriga fem länder enas om att ge Nordkorea säkerhetsgarantier samt att förse landet med energibistånd. De fem kom också överens om att överväga att förse Nordkorea med en lättvattenreaktor vid ett "lämpligt tillfälle".

- 9-11 november: Den femte samtalsrundan hålls i Peking. Under samtalen slås principerna i deklarationen från den 19 september fast i ett gemensamt uttalande.

- 6 december:: Nordkorea hotar med att hoppa av från sexnationerssamtalen om inte USA drar tillbaka de ekonomiska sanktioner mot landet som den amerikanska regeringen upprätthåller.

2006
- 18 januari: Sändebud från Nordkorea, Kina och USA möts i Peking för att försöka gjuta nytt liv i de fastlåsta samtalen. Mötet avslutas utan att något genombrott uppnåtts.

- 4-5 juli: Nordkorea avfyrar sju testraketer, bland dem en Taepodong-2-raket med lång räckvidd, trots varningar från det internationella samfundet.

- 15 juli: FN:s säkerhetsråd röstar enhälligt för att införa sanktioner mot Nordkorea efter rakettesterna.

- 3 oktober: Nordkorea säger att man kommer att utföra ett kärnvapentest, som svar på det man uppfattar som hot från USA.

- 6 oktober: FN:s säkerhetsråd antar enhälligt ett uttalande där Nordkorea uppmanas att överge sina planer på kärnvapentest och i stället återvända till sexnationerssamtalens förhandlingsbord.

- 9 oktober: Nordkorea uppger att man genomfört sin första kärnvapensprängning någonsin.

## 2006 års kärnvapentest
Den 9 oktober 2006 utförde Nordkorea sitt första kärnvapentest. Officiella källor i USA har rapporterat att Folkrepubliken Kinas regering gav en 20-minutersvarning innan testet verkligen ägde rum. Nordkoreas utrikesdepartement yttrade den 3 oktober bl.a. att "USA:s extrema kärnvapenkrigshot och hot om sanktioner tvingar DFRK att genomföra ett kärnvapentest ... DFRK:s principfasta ståndpunkt att förverkliga en denuklarisering på halvön, genom dialog och förhandlingar, kvarstår oförändrad".
Ingen radioaktiv strålning ska ha läckt ut. Franska atomenergikommissionen säger att en explosion på ett halvt kiloton har ägt rum. Denna siffra varierar dock från källa till källa. Enligt en rysk källa var explosionen på 5-15 kiloton. Som jämförelse kan man säga att den atombomb som släpptes över Hiroshima hade en sprängkraft på 15-16 kiloton.

### Internationella reaktioner
- Sveriges utrikesminister Carl Bildt sade i ett uttalande att testet var en "medveten och allvarlig provokation."
- Den franska utrikesministern Philippe Douste-Blazy har kommenterat testerna och säger "ett mycket allvarligt handlande, för den internationella säkerheten."
- Den spanska utrikesministern Miguel Ángel Moratinos har sagt att det är en "allvarlig provokation".
- George W. Bush sade detta om testet: "USA fördömer denna provokativa handling som är ett hot mot den internationella säkerheten." [5]

## Ytterligare test
Nordkorea genomförde ytterligare provsprängningar 2009, 2013, 2016 (två stycken) och 2017. I det senare fallet hävdade Nordkorea att det var en vätebomb som testades.